# 喬許·赫爾曼
喬許·赫爾曼（Joshua "Josh" Helman，1986年2月22日—）是澳大利亚的一位演員。他最著名的作品是在X戰警電影系列中飾演威廉·史崔克。